# Jesús María Satrústegui Azpiroz
Jesús María Satrústegui Azpiroz (Pamplona, Navarra, 12 de gener de 1954), és un exfutbolista navarrès. Fou davanter centre de la Reial Societat i de la selecció espanyola en la dècada de 1970 i principis dels anys 1980.

## Biografia
Va començar a jugar a la seva Pamplona natal en un equip dedicat a la formació de jugadors, el CD Pamplona. Amb 17 anys va ser fitxat per la Reial Societat de Futbol de Sant Sebastià. Va començar jugant al Sanse, filial de la Reial Societat, on hi va debutar el 1971 a la Tercera divisió. Després de dues temporades al filial va passar al primer equip de la Reial Societat, on va debutar a la Primera divisió espanyola el 8 de setembre de 1973 en el partit Reial Múrcia 1-1 Reial Societat. Tenia 19 anys.
Satrústegui va romandre 13 temporades en la Reial Societat fins a la seva retirada el 1986, sent aquest l'únic equip professional en el qual va desenvolupar la seva carrera. A la Reial Societat hi va jugar 374 partits oficials, 297 d'ells a la Primera divisió espanyola. Va marcar 162 gols amb aquest club, 133 d'ells en Lliga. Aquests números el converteixen en el màxim golejador de la història de la Reial Societat.
No va arribar a guanyar mai el Trofeu Pitxitxi, però va ser un dels millors davanters centre del futbol espanyol en la seva època. Entre 1976 i 1982, durant els seus millors anys, va fer 17 gols de mitjana per temporada a la Lliga.
Amb la Reial Societat va viure els anys daurats d'aquest club. Va aconseguir el subcampionat de Lliga de 1979-80, l'any en què la Reial va batre un rècord d'imbatibilitat encara vigent a la lliga espanyola. Va aconseguir els títols de Lliga de 1980-81 i 1981-82. Va ser una peça important de l'equip bicampió, com a davanter centre titular, aportant 16 i 13 gols en cadascuna d'aquestes temporades. També va guanyar la Supercopa d'Espanya de 1982, la primera vegada que es va disputar aquest torneig. Va formar part de la millor generació de futbolistes de la història d'aquest club, juntament amb altres mites com Luis Miguel Arconada, Jesús María Zamora, Roberto López Ufarte o Periko Alonso, entre d'altres.
No obstant això la carrera de Satrústegui es va veure truncada en el moment més brillant. El 10 de novembre de 1982, a l'11a jornada de Lliga de la temporada 1982-83, va patir una gravíssima lesió de menisc i lligaments creuats al genoll després d'una entrada del jugador del Reial Saragossa Zayas. En aquell moment Satrus tenia 28 anys. Va passar el que restava d'aquella campanya i tota la temporada 1983-84 en blanc, recuperant-se de la lesió. Gairebé dos anys després va poder tornar a jugar amb la Reial Societat, tot i que no es va tornar a mostrar mai més com el mateix jugador.
La lesió va forçar una retirada prematura de Satrústegui, qui va romandre dos anys més en l'equip, fins a 1986, any en què es va retirar amb 32 anys. Les seves últimes dues temporades van mostrar uns números discrets per al gran golejador que havia estat, marcant només 6 gols en Lliga durant aquests dos anys. Satrus va perdre la titularitat i el seu lloc en l'equip el va agafar un altre jove davanter navarrès anomenat José Mari Bakero.
Satrústegui va ser un davanter centre a la manera antiga. Lluitador infatigable, jugador de xoc i golejador nat; jugava sempre com a home més avançat tractant d'atraure l'atenció dels defensors rivals i facilitar els desmarcatges dels seus companys. Destacava també per la seva capacitat de jugar al contraatac i per un potent rematada de cap. Tenia una forma molt característica de celebrar els gols, amb el puny tancat en alt.
En el pla personal cal dir que un germà menor de Satrústegui, anomenat José Ignacio, va arribar a jugar al Sanse i a debutar en un partit de Copa del Rei amb la Reial Societat. Una altra persona vinculada familiarment a Satrústegui és l'exjugador i expresident de la Reial Societat, Miguel Fuentes Azpiroz, que és cosí seu per part de mare.
Després de la seva retirada, Satrústegui va deixar el món del futbol i es va dedicar a la comercialització de vi.

### Internacional
Ha estat internacional amb la selecció espanyola en 32 ocasions, marcant 8 gols.
Va debutar a Bucarest el 16 de novembre de 1975 al partit Romania 2-2 Espanya.
Va jugar el seu últim partit com a internacional a Madrid el 5 de juliol de 1982 al partit Espanya 0-0 Anglaterra, durant la Copa del Món de Futbol de 1982. Va ser un dels jugadors sacrificats després del Mundial pel pobre paper que havia tingut la selecció espanyola i pocs mesos després va patir la greu lesió que va posar pràcticament fi a la seva carrera.
Va participar en l'Eurocopa de futbol 1980, on va jugar-hi 2 partits i a la Copa del Món de Futbol de 1982, on va jugar-hi 4 partits.
També va disputar partits amistosos amb la Selecció d'Euskadi.

## Clubs
| Club             | País      | Any       |
| ---------------- | --------- | --------- |
| San Sebastián CF | País Basc | 1971-1973 |
| Reial Societat   | País Basc | 1973-1986 |

## Palmarès

### Campionats estatals
| Títol     | Club           | País    | Any     |
| --------- | -------------- | ------- | ------- |
| Lliga     | Reial Societat | Espanya | 1981-82 |
| Lliga     | Reial Societat | Espanya | 1981-82 |
| Supercopa | Reial Societat | Espanya | 1982    |

## Participacions en Copes del Món
| Mundial                        | Selecció | Resultat    |
| ------------------------------ | -------- | ----------- |
| Copa del Món de Futbol de 1982 | Espanya  | Segona fase |